# Liste der Naturdenkmale in Eichen (Westerwald)
Die Liste der Naturdenkmale in Eichen nennt die im Gemeindegebiet von Eichen ausgewiesenen Naturdenkmale (Stand 15. Februar 2024).

## Naturdenkmale
| Nr.         | Bezeichnung           | Lage                         | Beschreibung          | Bild                                    |
| ----------- | --------------------- | ---------------------------- | --------------------- | --------------------------------------- |
| ND-7132-422 | Alte Linden in Eichen | Hauptstraße, bei Nr. 48 Lage | Tilia sp., zwei Bäume | Direkt Bild zu diesem Denkmal hochladen |